# Église Notre-Dame de Bénac
Ne pas confondre avec l'église de la Nativité-de-la-Sainte-Vierge de Bénac, à Bénac dans les Hautes-Pyrénées.
L'église Notre-Dame de Bénac est une église située dans la commune de Bénac, dans le département de l'Ariège, en France.

## Historique et description
La première campagne de construction de l'église date du XIIe siècle. L'édifice initial, réalisé en pierre de granit, est composé d'une nef avec une abside voûtée en cul-de-four. Plusieurs bâtiments sont ensuite ajoutés : une sacristie, un presbytère et un hangar. La seconde campagne de construction a lieu au XXe siècle, vers 1900. Le site est restauré et une tourelle est construite.
L'église est inscrite au titre des Monuments historiques par arrêté du 22 mai 1957.